# Garibaldi a Gettysburg
Garibaldi a Gettysburg è un romanzo ucronico-fantascientifico dello scrittore italiano Pierfrancesco Prosperi pubblicato nel 1993.
All'opera nel 1994 è stato assegnato il premio Italia come miglior romanzo.
Il romanzo ha avuto un seguito, pubblicato nel 2020 con il titolo Ritorno a Gettysburg.
È il numero 206 della collana Urania Collezione.

## Trama
Una sera d'estate Andrea Venier, trentacinquenne professore di materie letterarie in un liceo di Venezia e grande cultore della vita di Giuseppe Garibaldi, ha una conversazione con l'amico sceneggiatore Gino Valle sulla possibilità che Garibaldi avesse potuto partecipare alla guerra di secessione americana nelle file dell'Unione, com'era desiderio di Abramo Lincoln. In seguito a ciò, Gino scrive la sceneggiatura per un film ucronico, intitolato Garibaldi a Gettysburg, che entra in produzione. Andrea viene assunto come consulente e si trasferisce per alcuni mesi negli Stati Uniti; al momento di prendere l'aereo per l'Italia, acquista in un'edicola dell'aeroporto di Los Angeles un libro intitolato Diario di un garibaldino in America, di un certo Eugenio Rossetti, che descrive la partecipazione di Garibaldi alla guerra civile americana come se fosse realmente accaduta soffermandosi sulla disfatta delle truppe nordiste a Gettysburg a causa della non condivisione, da parte dell'Eroe dei Due Mondi, della tattica di battaglia del comandante nordista Hunt.
Andrea è portato a pensare che si tratti di un plagio o di una singolarissima coincidenza col film al quale ha collaborato, sennonché al suo ritorno a Venezia lo attende una sorpresa sconvolgente: la città e il Veneto non fanno parte della Repubblica Italiana bensì della Repubblica Federale austriaca, sia pure in un regime di autonomia che prevede il bilinguismo. Né la sua fidanzata Cristina né i suoi conoscenti sembrano trovare strano questo fatto; la storia insegnata a scuola dice che Garibaldi si recò effettivamente negli Stati Uniti per combattere nella guerra civile, ritirandosi poi da ogni attività bellica dopo la sconfitta dell'Unione, e che l'Italia dovette rinunciare all'annessione del Veneto in seguito alla sconfitta nella terza guerra d'indipendenza. Tramite un amico Andrea incontra a Milano Pierluigi Felici, un architetto toscano che si diletta di fantascienza, il quale, dopo aver sentito il resoconto del giovane veneziano, espone una sua teoria: Andrea proverrebbe da un universo parallelo in cui effettivamente il Nord ha vinto la guerra di secessione e Venezia fa parte dell'Italia, ma la lavorazione del film Garibaldi a Gettysburg ha avvicinato e fatto compenetrare i due universi, provocando il passaggio di Andrea dall'uno all'altro: il libro di Rossetti potrebbe aver avuto in ciò un ruolo chiave. Andrea decide quindi di riportare il Diario nel posto dove l'ha prelevato, ma una sua sceneggiata pubblica antiaustriaca ha attirato su di lui l'attenzione dei servizi segreti austriaci, che lo ritengono in combutta con gruppi irredentisti e gli sottraggono il libro dopo avergli messo a soqquadro la casa e averlo stordito.
Andrea riesce a recuperare il libro dopo avere ucciso un funzionario austriaco (che dice di essere lo scrittore Leo Perutz) e a partire per Los Angeles, ma lì viene prima assalito da un agente austriaco, poi, neutralizzato quest'ultimo, è preso in consegna da due membri della misteriosa organizzazione paragovernativa CS. Grazie ad un incidente stradale il veneziano riesce a fuggire e a rifugiarsi dall'amico Gino, che però, temendo per la propria incolumità, lo riconsegna ai CS. A questo punto Andrea è internato in una struttura i cui ospiti hanno tutti una caratteristica comune: ricordano di provenire da un mondo in cui il passato era diverso.
Dopo un tentativo di fuga in cui Gino, pentitosi, arriva in aiuto di Andrea, quest'ultimo viene a sapere la verità grazie ad un confronto con Ebenezer Davies, l'anziano miliardario a capo della Fondazione che controlla il campo d'internamento e i CS. Il cambiamento nel flusso della storia è avvenuto per un viaggio nel tempo mirato a rendere possibile la partecipazione di Garibaldi alla guerra civile e la conseguente vittoria degli Stati Confederati d'America, onde evitare l'abolizione della schiavitù da parte di Lincoln e i movimenti per i diritti civili negli anni sessanta. Le persone come Andrea sono state imprigionate perché, a differenza della maggioranza della popolazione, ricordano com'era il mondo prima dell'alterazione temporale e costituiscono pertanto un potenziale rischio.
Grazie all'aiuto della sua terapista Laure, ormai conquistata alla sua causa, Andrea riesce a mettere le mani sulla macchina del tempo e viene risucchiato in un vortice temporale che lo conduce a Gettysburg nel 1863, mentre la battaglia infuria e Garibaldi sta per lanciarsi alla carica.

## Edizioni
- Pierfrancesco Prosperi, Garibaldi a Gettysburg, n. 241, Cosmo collana di fantascienza, Milano, Editrice Nord, 1993,  pp. 280, ISBN 8842907170.
- Pierfrancesco Prosperi, Garibaldi a Gettysburg, in Garibaldi a Gettysburg - Ritorno a Gettysburg, n. 206, Urania Collezione, Milano, Arnoldo Mondadori Editore, 2020,  pp. pp. 266, ISSN 1721-6427 (WC · ACNP).